# Batu Runding
Batu Runding is een bestuurslaag in het regentschap Padang Lawas Utara van de provincie Noord-Sumatra, Indonesië. Batu Runding telt 212 inwoners (volkstelling 2010).